# Sveriges Arbetares Centralorganisation
Sveriges arbetares centralorganisation (SAC), även kallad SAC Syndikalisterna, är en landsomfattande paraplyorganisation för ett tjugotal lokala syndikalistiska fackföreningar (Lokala Samorganisationer, förkortat LS) som år 2022 tillsammans har strax under 3000 medlemmar, varav omkring 2300 lönearbetande samt övriga pensionärer, studenter och arbetslösa. De lokala samorganisationerna – för vilka SAC fungerar som facklig centralorganisation – är självbestämmande ekonomiska kamporganisationer som organiserar alla arbetare inom sitt geografiska verksamhetsområde, inklusive migrantarbetare, papperslösa och interner på fängelser, liksom även arbetslösa, studenter och pensionärer.
Det långsiktiga målet är att förverkliga den frihetliga socialismen, det vill säga ett samhälle utan klasser och hierarkier, där produktionsmedlen ägs gemensamt och förvaltas av arbetarna, vilket innebär avskaffandet av kapitalism, lönearbete och sexism. Organisationen har därmed beslutat sig för att vara antisexistisk, antimilitaristisk och som första fackförening i Sverige även feministisk (1998). Kortsiktiga mål är höjda löner, säkrare anställningar och bättre arbetsmiljö.
I maj 2022 SAC:s 33:e kongress, antogs den nu gällande principförklaringen. Principförklaringen är en förteckning av de principer som SAC grundar sig på.

## Arbetsplatsorganisering
SAC Syndikalisterna ser arbetsplatsorganiseringen som grunden både för små förbättringar på arbetsplatserna i nuet och till ett framtida samhälle byggt på ekonomisk demokrati. Att organisera och stärka arbetarnas makt ses som något alla kan lära sig, med hjälp av och i samarbete med andra organiserande arbetare. Detta är syndikalismens idé och dess praktik.

## SAC:s bildande

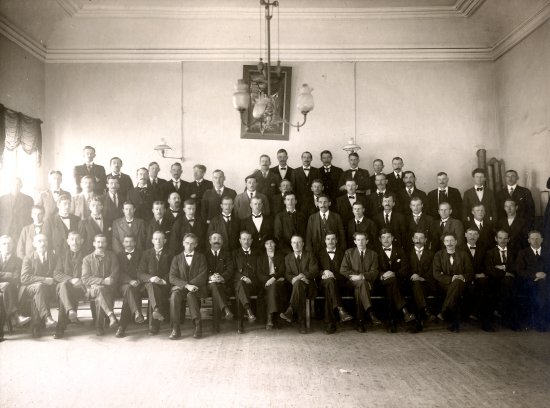
SAC-konferens i Örebro 1917.

Resultatet av Storstrejken 1909 framkallade på sina håll starkt missnöje och desperation. Därför kallade Skånes distrikt av Svenska Träarbetarförbundet i slutet av 1909 samman en konferens i Lund för att diskutera frågan om nya riktlinjer för fackorganisationerna. Den antog följande förslag, framlämnat av Karl Eneroth från Malmö: "Konferensen uttalar sig för omorganisation, byggd på lokala samorganisationer, med utträde ur respektive förbund; dock bör vederbörande föreningar göra uttalande och bör ny konferens sammankallas i slutet av jan. 1910.". Dessutom valde konferensen en femmannakommitté med uppgift att förbereda nästa konferens.

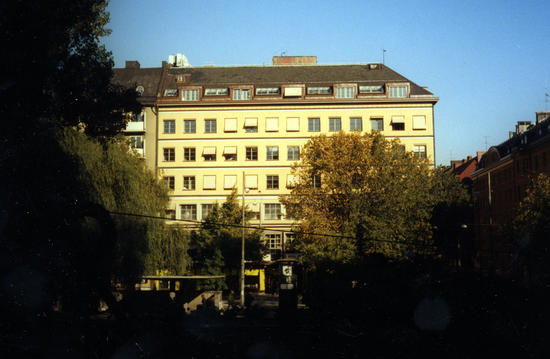
SAC-huset på Sveavägen 98.

Nästa konferens hölls den 30 januari 1910, även den i Lund. Här lades två förslag fram: å ena sidan att konferensen skulle uttala "att den anser lämpligast bilda industriförbund, men i övrigt förbida den utredning i den fackliga organisationsfrågan, som på LO:s senaste kongress beslutades", och å andra sidan "att konferensen uttalar önskemålet av en annan stridstaktik, som ej kräver så stora ekonomiska uppoffringar, men ändå bleve effektfullare, och att där sammanhållning ej kan åstadkommas på grundval av de gamla organisationsformerna skulle bildas Lokala samorganisationer, centraliserade i en riksorganisation". Det senare förslaget föreslog vidare att en kommitté skulle tillsättas för "att utarbeta ett detaljerat förslag till kongress med alla arbetare i hela Sverge, som vilja ansluta sig till en sådan organisation". De båda förslagen fick 19 röster vardera, varefter ordföranden Johan Nilsson från Lomma fällde utslaget till förmån för det senare förslaget.
Den i Lund valda kommittén, "Lundakommittén", sammankallade en konstituerande kongress i Stockholm den 25–27 juni 1910, dit alla fackliga organisationer inbjöds sända ombud. Närvarade gjorde 22 ombud från fackliga organisationer, 9 ombud från den ungsocialistiska rörelsen, samt 3 representanter från Lundakommittén. Rösträtt hade enbart ombuden från fackliga organisationer (medan ungsocialisterna och representanterna endast hade yttrande- och förslagsrätt). Efter en och en halv dags debatt beslutade kongressen att bilda den nya organisationen, med 21 röster mot en. Den avvikande rösten, som avgavs av N. P. Hansson från Grängesberg, motiverades med att han ansåg att endast ombud från redan befintliga lokalorganisationer hade rätt att bilda centralorganisationen. Kongressen beslutade även bland annat att utsända ett manifest till Sveriges arbetare, samt valde en centralkommitté bestående av sju personer.

## Organisationsstruktur

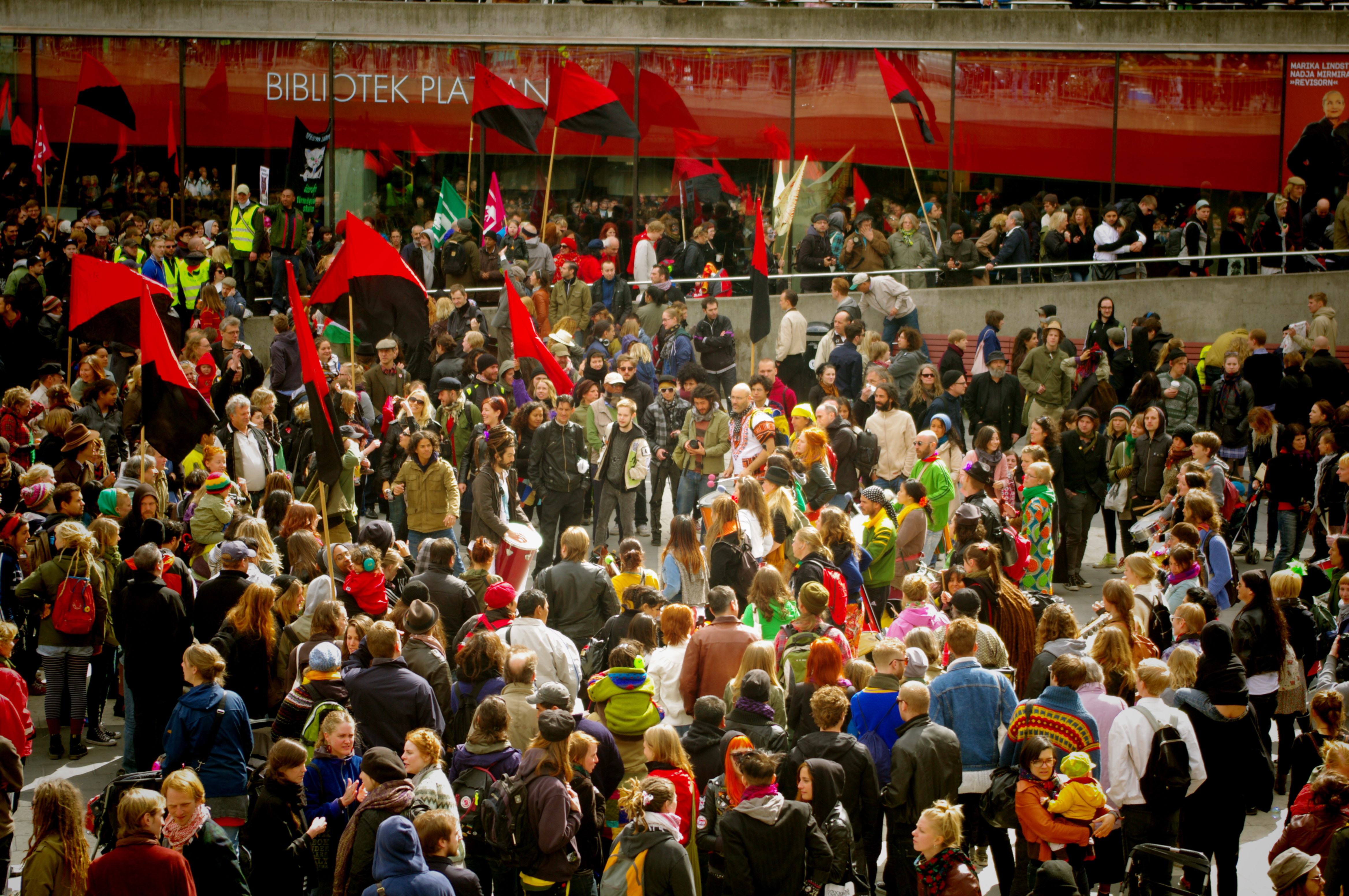
Syndikalistisk första maj på Sergels torg 2011 samlade dryga 4,000 firare

SAC har en dubbel struktur, den geografiska och den branschvisa. Detta för att öka den fackliga styrkan och sammanhållningen. Dels genom en samlad front på arbetsplatser och i respektive bransch, dels genom solidaritet över yrkes- och branschgränserna.

### Geografisk struktur

#### Lokala samorganisationer

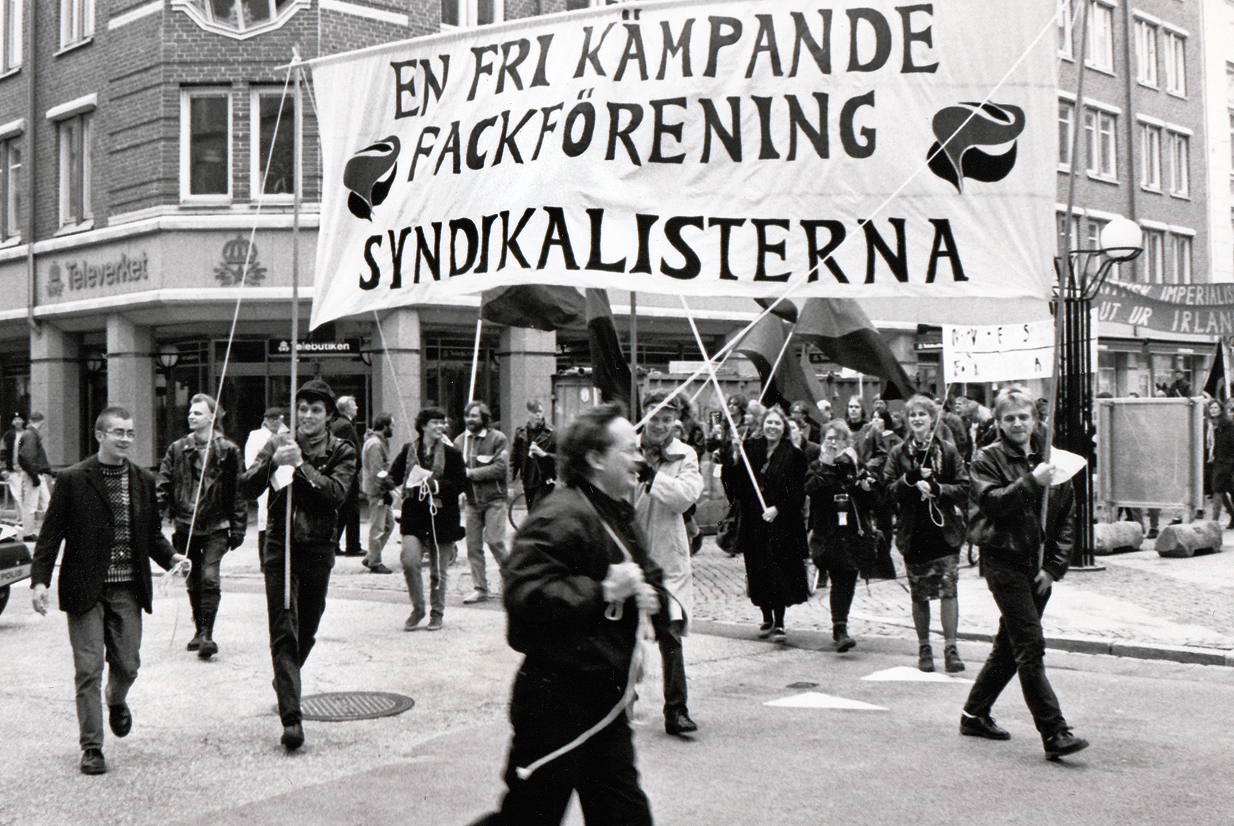
Malmö LS 1 maj 1991.

Grunden för den geografiska strukturen och hela rörelsen är ortsvisa lokala samorganisationer (LS).
Flera LS i ett geografiskt område bildar distrikt där de samarbetar med agitation och utbildning samt verkar för att bilda nya LS och andra syndikalistiska organisationer inom sitt verksamhetsområde.

#### Centralorganisation
LS är medlemmar i federationen SAC, namnet på den centrala instansen, vars uppgift i huvudsak är samordnande och administrativ. SAC:s högst beslutande organ är Kongressen som hålls vart tredje år. Till kongressen skickar LS ombud efter medlemsantal. En centralkommitté (CK) väljs av kongressen och sköter det löpande arbetet, leder genomförandet av kongressbeslut och kan fatta beslut i mindre frågor. Mellan kongresserna avgörs viktiga frågor och fyllnadsval genom medlemsomröstningar, referendum. I egna angelägenheter är LS självstyrande enheter med egen styrelse och har egna små stridskassor. Den större centrala stridskassan bestämmer centralinstansen över, liksom i LO.

### Branschvis struktur

#### Driftsektioner
Grunden för den branschvisa strukturen är driftsektioner. Alla arbetare på en arbetsplats oavsett yrke, som är medlem i någon LS sammanslutes till en driftsektion. Som namnet antyder så är det driftsektionen som i framtiden skall förvalta arbetsplatsen.

#### Syndikat
Driftsektionerna sammansluter sig i branschsyndikat på ortnivå, vilka ansvarar för branschspecifik propaganda, medlemsvärvning och samarbete. Syndikaten kan i sin tur samverka i landsomfattande branschvisa federationer.

## Beslutsfattande
Beslut skall enligt syndikalisterna fattas av dem det berör och inte av ombud eller ledare, därför tillämpar de federalism, direkt demokrati och direkt aktion.

### Lokalt självbestämmande
Beslut om förhandlingar, varsel, stridsåtgärder och avtal fattas ytterst av medlemmarna i driftsektionerna. Därmed är exempelvis organisationen inte nödvändigtvis motståndare till tidsbundna avtal till exempel kollektivavtal, utan huruvida man tecknar sådana är alltså upp till de berörda medlemmarna, som avgör detta i omröstningar. Detta då beslut enligt det lokala självbestämmandets princip skall fattas av dem besluten berör. Likaså fattas beslut om användande av de lokala stridskassorna av LS-medlemmarna.

### Centralt samarbete
Centrala veton mot konfliktåtgärder finns inte, men den centrala instansen bestämmer över vem som får tillgång till den gemensamma större strejkkassan. Maktkoncentrationer undviks bland annat genom att SAC:s anställda inte får väljas till andra förtroendeposter eller som kongressombud och genom begränsningar i hur länge varje individ kan inneha ett förtroendeuppdrag.

## Fackliga strider
SAC har ända sedan sitt bildande 1910 genom sina lokala samorganisationer (LS) varit en klassbaserad kamporganisation för arbetare. Ett stort antal strider har förts för såväl dagskrav som för en vision om ett demokratiskt samhälle. Ett axplock av dem presenteras här.

### Murarhantlangarstriden i Karlstad
Redan den 1 juli 1910 utbröt det nybildade SAC:s första fackliga konflikt. Det var ett 50-tal murarhantlangare organiserade i Karlstads LS som krävde högre timpenning, olycksfallsförsäkring samt erkännande av föreningsrätten. Då murarna, som på grund av hantlangarnas frånvaro också uteblev från arbetet, hotades med lockout uppmanade Murarförbundets styrelse sina medlemmar att bryta solidariteten och återuppta arbetet, vilket skedde den 25 juli. Med det socialdemokratiska förbundets svek blev det lättare för arbetsköparna att anskaffa strejkbrytare i hantlangarnas ställe. Striden varade i 37 dagar och slutade med att arbetsköparna tillmötesgick samtliga krav.

### Striden vid Ljungafors
Ännu en strid under 1910 fördes av 700 byggnadsarbetare i Ljungafors, varav 97 var organiserade i ortens LS. Inte heller i detta fall erbjöds någon solidaritet från den socialdemokratiska rörelsen, som hävdade att resultatet blev ett nederlag. Striden gällde en höjning av minimilönen, sjukhjälp och olycksfallsförsäkring, vilket uppnåddes efter endast 4 dagars strejk.

### Striden vid Untraverken
500 anläggningsarbetare, varav 90 anslutna till LS av SAC, lade i april 1913 ned arbetet vid bygget av vattenkraftverket vid Untrafjärden. Bygget, som beslutats av Stockholms stad, uppvisade sanitära brister i markenteriet. Detta blev upprinnelsen till konflikten, som dock utvecklades till en löne- och föreningsstrid, som trots inblandning från socialdemokratiska Grov- och Fabriksarbetarförbundet efter drygt tre månader slutade med seger för arbetarna.

### Skogsarbetarstriden i Härjedalen
Med 1921 och 1922 års depression och den utbredda arbetslöshet som den innebar passade arbetsköparna på att pressa ned lönerna bland skogsarbetare i Härjedalen. Organiserade i LS av SAC såväl som i socialdemokratiska Svenska Skogs- och flottningsarbetareförbundet beslöt tusentals skogsarbetare sig för att inför avverkningssäsongen vintern 1922-23 kräva bättre villkor. Då skogsägarna avvisade arbetarnas krav sattes arbetet i blockad. Efter två månader ingrep regeringen med tillsättandet av en förlikningskommission, som föreslog att de fackliga organisationerna skulle dra tillbaka sina krav och arbetarna återgå till arbetet med oförändrade villkor. Detta bud accepterades av ledningen för den socialdemokratiska fackföreningen, vilket de enskilda avdelningarna godtog under protest, medan syndikalisterna fortsatte striden till dess att återgång till arbetet kunde ske under bättre villkor än den socialdemokratiska undfallenheten åstadkommit, på vissa platser med lönehöjningar på 50 procent.

### Lossmen-Ekträsk-konflikten
Lossmen-Ekträsk-konflikten var en arbetskonflikt i Burträsks socken under åren 1924–31. Konflikten utspelade sig mellan skogsbolagen Holmsund, Sandvik och Mo & Domsjö och lokala syndikalistiskt organiserade arbetare. Arbetarna tillhörde LS:en Lossmen-Sävsjöns och Ekträsks.
Konflikten inleddes med att bolagen ställde ett ultimatum till syndikalisterna: att antingen upplösa sina organisationer eller bli utan arbete, det vill säga lockoutas. Till bakgrunden hörde att bolagen i stort sett var de enda arbetsgivarna i området. Syndikalisterna vägrade att upphöra med sin organisering, och förklarade bolagen satta i blockad. Detta ledde till den längsta lockouten i Sveriges historia.

### Stripakonflikten
Stripakonflikten var en svensk arbetsmarknadskonflikt vid Stripa gruva i Guldsmedshyttan under åren 1925-1927. Då arbetarna vid gruvan krävde högre lön lät Statens arbetslöshetskommission på gruvbolagets begäran anvisa arbetslösa som strejkbrytare. Detta ledde i slutändan till att den socialdemokratiska regeringen avgick i juni 1926. Strejken slutade i en kompromiss.

### Striden vid "Svältbanan"
Då det blivit allt vanligare att låta för samhället nödvändiga anläggningar, som exempelvis järnvägar, landsvägar, osv, utföras i form av så kallat "nödhjälpsarbete" ansåg SAC:s Anläggnings- och byggnadsfederation i april 1927 att något måste göras åt problemet. Nödhjälpsarbeten tilldelades arbetslösa genom den statliga Arbetslöshetskommissionen, och innebar i bästa fall halv lön för de som tilldelats dem, i praktiken ett statligt sanktionerat lönedumpningsprogram. I överenskommelse med LO-anslutna Väg- och vattenarbetareförbundet beslöts därför att sätta sådana anläggningsprojekt i blockad till dess att avtalsenliga löner erbjöds.
Då det i slutet av 1927 beslutades att banan Ulricehamn-Jönköping delvis skulle byggas med hjälp av nödhjälpsarbete och därmed följande sämre villkor, enades de båda organisationerna - den syndikalistiska och den reformistiska - om att dels förhindra specifikt detta bygge och dels att bekämpa nödhjälpsarbetenas lönedumpande funktion i allmänhet. Då arbetslösheten ökade i slutet av 1928 och början av 1929 och arbetslösa började sättas in vid bygget blev konflikten ett faktum. Ett landsomfattande propaganda- och solidaritetsarbete sattes igång för att samla in pengar till de som genom att vägra bryta blockaden förlorade sitt arbetslöshetsunderstöd.
Emellertid valde LO och dess fackförbunds ledningar att ta ställning för den statliga Arbetslöshetskommissionens lönedumpning, varvid Väg- och vattenarbetarförbundet böjde sig för det socialdemokratiska trycket och bröt den egna och syndikalistiskt anordnade blockaden. Under dessa förhållanden blev det omöjligt för syndikalisterna att på egen hand upprätthålla en effektiv blockad av arbetet och på senhösten 1929 valde berörda lokalorganisationer att avblåsa striden.

### Konflikten vid Strebelverken
Ställda inför en arbetsmiljö präglad av våldsamma mellanchefer, försök till lönesänkningar och andra återkommande missförhållanden bedrev arbetarna vid Strebelverken i Västervik - organiserade i Västerviks LS - ständiga småstrider för rimliga arbetsförhållanden. Våren 1934 hade arbetsledningen beslutat sig för att i samband med en strejk i protest mot företagets senaste avtalsbrott "byta ut" större delen av arbetsstyrkan. Inför såna förhållanden ansåg arbetarna en återgång till arbetet vara omöjlig, och fortsatte striden. Företaget lyckades nu med hjälp av arbetsdomstolen - som förklarade strejken "olaglig" och dömde LS att betala skadestånd - försätta LS i konkurs, och trodde därmed att man förintat den besvärliga syndikalistiska organisationen på orten.
Arbetarna fortsatte dock striden som medlemmar i Västerviks nya  LS, och företagets oförmåga att rekrytera strejkbrytare - trots hjälp från Arbetslöshetskommissionen - innebar att det gick med ökande förlust. Såväl borgerlig som socialdemokratisk press rasade mot de strejkande, och polis och domstolar visade också sina sympatier för företag och strejkbrytare, till ingen nytta. Dödläget bröts av att reformistiska Svenska Gjutareförbundet i början av 1935 enrollerade några av strejkbrytarna i sin organisation, i syfte att få till eget avtal med företaget. Genom detta organiserade strejkbryteri från socialdemokratiskt håll ansåg de strejkande sig tvungna att under våren acceptera en överenskommelse som i stort innebar att de strejkande fick förtur till återanställning i den mån bolagets produktion åter ökades efter konfliktens avslutande.

### Strid mot Monopolismen
Under 1940-talet blev det allt vanligare att de reformistiska (LO-anslutna) förbunden drev på för avtal som innebar att undertecknande företag förband sig att anställa endast arbetare anslutna till det reformistiska förbundet. De arbetare som valde eller redan valt en annan facklig organisation skulle avskedas. Trots att detta kan tyckas vara ett uppenbart brott mot den svenska föreningsrätten valde den för arbetsmarknadskonflikter avsedda arbetsdomstolen (AD) i Stockholm att döma till förmån för dessa avtal, vilket innebar böter för flera företag. SAC tillskrev under 1946 en protest mot dessa domar till regeringen, och då detta inte gav resultat anmälde man AD:s agerande till riksdagens Justitieombudsman.
Utöver en intensifierad värvningskampanj från LS sida innebar 1947 också att Justitieombudsmannen kom med sitt formella utlåtande om situationen, vilket klart talade till de fria fackföreningarnas fördel. De av LO och näringslivet utsedda ledamöterna i AD:s gemensamma försök att utestänga syndikalistiskt organiserade arbetare från arbetsmarknaden förklarades i strid med varje medborgares demokratiska rättigheter. Med utslag i två fall under följande år - bageriarbetare Siv Nicklasson 1948 och matros Arne Hägg 1950, vilka båda avskedats då de vägrat byta medlemskap till de reformistiska fackförbunden - gav Arbetsdomstolen sig själv bakläxa i enlighet med Justitieombudsmannens utlåtande.

### Sista registerstriden
På Mälaröarna Ekerö och Munsö ägde 1956 rum vad som brukar kallas den sista registerstriden. "Register" var en alternativ form av avtal som använts av främst syndikalister men även reformister sedan 1910-talet. Registermetoden skilde sig från den vanligare kollektivatalsmetoden genom att registeravtalen gällde tills vidare utan att binda undertecknarna till fredsplikt under en viss tid framöver. Detta passade bättre för en organisation som praktiserade lokalt självbestämmande, medan de socialdemokratiskt reformistiska organisationerna föredrog de centralt kontrollerade kollektivavtalen. Utöver bättre resultat i kronor och ören för arbetarnas plånböcker innebar registermetoden också möjligheter till kortare arbetstid, större kontroll över vilka som anställdes och andra fackliga fördelar.
De till SAC anslutna Munsö och Träkvista LS hade länge haft registeravtal i grusgroparna på Mälaröarna. Men under pågående omförhandlingar på försommaren år 1956 gjorde socialdemokratiska Svenska Fabriksarbetareförbundet gemensam sak med en av arbetsköparna, AB Jehander, för att kunna överta avtalen på de berörda byggämnesarbetsplatserna, och därmed gick även de pågående förhandlingarna med övriga företag i stå. Arbetsköparna föredrog kollektivavtalen eftersom dessa var betydligt billigare och inte utmanade arbetsköparnas ambition att leda och bestämma över arbetet. Genom att en arbetsledare anställt en släkting som direkt gick med i den reformistiska föreningen, kunde Fabriks luta sig mot en skrivning i det centrala huvudavtalet för branschen, och skriva kollektivavtal med arbetsköparen. Som bonus innebar det nya avtalet såväl lägre timlöner som längre arbetsvecka.
Nu krävde arbetsköparen att den syndikalistiska avtalsorganisationen - Mälarsyndikatet - skulle uppge sina tidigare överenskommelser och i stället teckna ett likalydande parallellavtal, något som syndikatet naturligtvis avböjde, varvid berörda LS varslade om strejk omfattande samtliga industriella grusgropar i området. Efter ett par månader kunde för arbetarna acceptabla kollektivavtal träffas med nära nog samtliga av de blockerade grustagen, förutom mot Jehanders där blockaden fortsatte året ut. Med hjälp av den reformistiska organisationen framskaffade strejkbrytare kunde arbetsköparen dock hjälpligt hålla verksamheten i gång och företaget överleva.

### Bussblockaden i Södertälje
En driftsektion inom Södertälje LS av SAC bildad 1964 förhandlade våren 1969 med arbetsköparen Omnibus AB och Biltrafikens Arbetsgivarförbund, om överenskommelse kring villkor för det kommande årets löne- och arbetsvillkor. Förhandlingarna påbörjades på våren men ajournerades på begäran av arbetsköparsidan i väntan på att de centrala förhandlingarna för hela arbetsmarknaden först skulle slutföras. Trots att parterna var överens om att fortsätta förhandlingen vid senare tillfälle menade arbetsköparsidan då förhandlingarna återupptogs på hösten att man endast var beredd att tillämpa det avtal som träffats med de reformistiska fackorganisationerna även för de SAC-anslutna arbetarna.
Södertälje LS bussektion höll dock fast vid den tidigare protokollförda överenskommelsen, och LS beslutade om blockad av övertidsarbete, användande av extra arbetskraft samt nyanställningar på företaget, med start den 13 november. Efter två veckors strid lade den lokala bolagsledningen fram förslag på lösning av tvisten, varpå stridsåtgärderna återkallades, förhandlingarna återupptogs och innan årets slut hade påtagliga resultat uppnåtts.

### Spontanstrejken i Ritsem
I oktober 1973 utbröt en spontan strejk bland arbetare vid Vattenfalls bygge i kraftstationsbygge i Ritsem i Norrbotten. Anledningen var att företaget drog in det överenskomna traktamentet för de tillresta arbetarna. 250 arbetare - varav 50 anslutna till LS av SAC - la ner jobbet och utsåg en strejkkommitté, som tilläts inhysa sin verksamhet på Malmbergets LS expeditionslokaler i Malmberget. Efter en månad träffades en överenskommelse med företaget som arbetarna accepterade. Strejken varade mellan den 29 oktober till den 29 november.
LO:s agerande i konflikten följde gamla mönster. Efter att först ha godkänt indragningen av traktamentet, fortsatte Byggnadsarbetareförbundet att tillsammans med företaget förse media med oriktiga uppgifter om löner och anklaga strejkkommittén och SAC för att samarbeta med kommunistiska uppviglare.

### Skogsarbetarstrejken 1975
Skogsarbetarstrejken 1975 var en stor arbetskonflikt inom den svenska skogsnäringen som varade mellan den 21 mars 1975 och den 3 juni 1975. Efter att Föreningen Skogsbrukets Arbetsgivare den 6 mars sökt splittra skogsarbetarna genom att sluta ett selektivt avtal med Skogsarbetareförbundet inleddes strejken den 21 mars 1975 och spred sig snabbt. Sammanlagt 15 000 skogsarbetare deltog, varav drygt 1000 organiserade i LS av SAC.

### Maskinblockaden på Pripps
Efter ett lugnt 80-tal börjar stridsvapnet användas allt flitigare på lokal nivå. Arbetsplatssektionen på Pripps i Bromma varslade 1991 om blockad av en trasig och ur arbetsmiljösynpunkt därför farlig maskin. Tidigare löften om att byta ut maskinen hade inte hållits av företaget och alla försök att tvinga syndikalistiskt organiserade arbetare att ändå använda maskinen gick om intet. Några förhandlingar och en stämning till arbetsdomstolen ledde till skadestånd till SAC och efter medial uppvaktning byttes maskinen sent omsider ut.

### Strejkvågen på tunnelbanan
Fyra dagar innan sista sittningen av de lokala avtalsförhandlingarna mellan Seko och Connex i mars 2005 genomförde den syndikalistiska driftsektionen DSTS (Driftsektionen Stockholms Tunnelbana och Spårvägar) en tvådagars strejk. 32 syndikalister slog enligt SL ut 5% av trafikflödet, och påverkade enligt Seko därmed utgången i de lokala förhandlingarna. Strejken ses allmänt som en av de bäst organiserade strejker som syndikalister har genomfört under en lång tidsperiod, med stort stöd av arbetskamrater såväl av olika fackliga medlemskap som oorganiserade.
Den 5 oktober samma år genomfördes en vild strejk i Stockholms tunnelbana i protest mot att arbetsgivaren Connex avskedat Seko-klubbens ordförande Per Johansson. Medlemmar av DSTS, medlemmar av Seko och oorganiserade strejkade under fem timmar och mer eller mindre lamslog tunnelbanetrafiken på bana 1 (Gröna banan). DSTS hamnade också i konflikt med Connex eftersom arbetsledare beordrats samla in de flygblad - betitlat "Organisera vilda strejker öppet!" - som driftsektionen spridit ut på fackliga anslagstavlor och till arbetskamrater och resenärer i hela tunnelbanesystemet. Efter hot om bl.a. polisanmälan fick företaget be DSTS om ursäkt.
Konflikten runt avskedet av Seko-klubbens ordförande skulle fortgå under hela hösten och resulterade bl.a. i en kombinerad politisk och vild strejk den 18 november. Driftsektionen DSTS organiserade den politiska strejken där även driftsektionen på pendeltågen deltog, och ett mindre antal Seko-medlemmar och oorganiserade genomförde samtidigt en vild strejk i tunnelbanan. Denna gång blev effekten inte lika omfattande som den 5 oktober, till stora delar på grund av att Seko-klubbstyrelsen under hösten bjudit in olika politiska vänstergrupper till arbetsplatserna i tunnelbanan. Denna plötsliga involvering av utomstående vänsterpolitiska element skrämde och distanserade arbetarna från att vilja engagera sig mer. Utöver detta så hade även Seko centralt och Connex sedan strejken den 5 oktober arbetat hårt med att skrämma medlemmar och anställda från att delta i den offentligt planerade vilda strejken. DSTS och Pendelsektionens politiska strejk var än en gång väl organiserad och gav tydlig effekt i trafiken medan den vilda delen blev mindre lyckad.

### Malmö26
Den 1 december 2006 blockerade cirka 80 medlemmar av olika lokala samorganisationer i SAC sushirestaurangen Izakaya Koi i Malmö. Den lagligt varslade blockaden gjordes till stöd för en avskedad medlem, vilken arbetat på restaurangen som kock. Kocken hamnade under en företagsresa i bråk med sin chef, och enligt egen utsaga misshandlades kocken av chefen.Domstolen slog fast att det var SAC-medlemmen som både startat bråket och var den som slagit först. Efter att ha fällts i domstol avskedades SAC-medlemmen från restaurangen.
Blockaden försvårade för kunder för att ta sig in i restaurangen, och tumult uppstod när polis kom till platsen och använde pepparsprej mot blockadvakter. 26 medlemmar dömdes efter blockaden till dagsböter för ohörsamhet mot ordningsmakten och egenmäktigt förfarande. Innan domen föll drev SAC kampanjen Malmö26 till stöd för de åtalade och med en fackpolitisk utgångspunkt.

### Bernskonflikten
Vintern 2010 blev flera syndikalistiskt organiserade arbetare uppsagda från företaget NCA Facility Services, som utförde uppdrag åt Berns i Stockholm. Enligt NCA berodde det på arbetsbrist, medan arbetarnas fackförening Västerorts LS hävdade att deras fackliga engagemang var orsaken. LS inledde en blockad av nöjesstället där man delade ut flygblad utanför.  LS förhandlare hade enligt egen uppgift gett Berns sex olika förslag för att lösa konflikten, bland annat återanställning eller ett så kallat LAS-utköp. Berns såg sig dock inte som part i konflikten, eftersom de uppsagda personerna inte var anställda av Berns direkt utan via NCA, som Berns anlitat.
Röster i den offentliga debatten liknade syndikalisternas verksamhet vid utpressning, t.ex. Kristina Alvendal (m), polisstyrelsens ordförande i Stockholms län; Harald Ullman (s), vice ordförande City polisnämnd; och Yvonne Sörensen Björud, Berns VD. Efter en debattartikel i Svenska Dagbladet där bland annat Harald Ullman (s) stod bland underskrifterna, svarade Broderskapsrörelsen, S-studenter, SSU, Stockholms arbetarekommun, och Byggnads med ett gemensamt upprop med deklarationen att "Harald Ullman gör gemensam sak med moderaterna och det multinationella bolag som driver Berns i sin kritik mot fackförbundet SAC. På så sätt har han försökt låsa Socialdemokraterna vid en agenda som inte ligger i vårt partis intresse"..
Sommaren 2011 inför politikerveckan i Almedalen gav Lars-Olof Pettersson och Willy Silberstein, knutna till PR-byråerna Rådhusgruppen respektive Peje Emilssons anrika Kreab, ut en debattbok - "Syndikalisternas nya ansikte" - som kritiserar SAC, bland annat med samma anklagelse om "maffiametoder". Pettersson tillstyrkte att boken naturligtvis var en partsinlaga och från SAC:s håll menade man att boken var en del i en större svartmålningskampanj av SAC - Syndikalisterna och av basfacklig organisering i allmänhet, iscensatt av Svenskt Näringsliv.

### Skolstrejken på Björkbacken
På vårvintern 2011 gick driftsektionen på ungdomshemmet Björkbacken i Göteborg ut i ett antal punktstrejker. Bakgrunden var att arbetsköparen aviserat att man trots de fackliga organisationernas invändningar avsåg avskaffa de anställda lärarnas ferieanställningar, vilket i praktiken skulle komma innebära högre arbetsbelastning utan kompensation.
Strejken, den första mot en statlig myndighet på årtionden, bedrevs till en början inte som normalt på arbetsplatsen på grund av respekt för eleverna. Björkbackens ungdomshem drivs av Statens institutionsstyrelse (SiS) med elever som placerats där enligt Lagen om vård av unga eller Socialtjänstlagen. Under strejkens inledningsskede informerades i stället om konflikten utanför (SiS) huvudkontor i Stockholm, för att kunna påverka den högsta ledningen på plats.
Under våren fortsatte konflikten med punktvisa strejker, och i slutet av april anmälde föreningen Agera - en ideell förening bestående av före detta tvångsomhändertagna ungdomar - skolans huvudman SiS till Skolinspektionen, då SiS aviserat att Björkbackens elever riskerade bli utan slutbetyg och omdömen. Skolans ledning hade då också avböjt att diskutera ett flertal kompromissförslag som framlagts av de strejkande lärarna.
I början av maj bussades ett antal av eleverna till en annan skola i närområdet. Chefer från Björkbacken och tre strejkbrytande lärare anslutna till Lärarnas Riksförbund försökte där återuppta undervisningen i en tillfällig barack. I slutändan blev förändringarna mindre omfattande än vad som från början planerats. Undervisningstiden blev något mindre än vad som aviserats, vilket innebar att viss planeringstid blev kvar. Från början var också samma förändringar planerade för samtliga SiS verksamheter, men utöver Björkbacken stannade förändringsarbetet upp.

## Övrig verksamhet
Utöver den rent fackliga verksamheten bedriver SAC även upplysningsverksamhet i olika former. Ett exempel är kampanjen mot ett lagförslag 1934 om tredje mans rätt, "Lex Lindhagen", som ansågs skydda strejkbrytare. Lagförslaget förverkligades aldrig.  

### Tidningen Arbetaren
SAC driver genom bolaget ATAB webbtidningen Arbetaren, som utkommer två dagar i veckan. Tidningen är enligt styrdokumentet SAC:s tidningsuttalande "ett viktigt verktyg för organisationen i kampen för ett frihetligt socialistiskt samhälle." Tidningen "står fri och oberoende från inkomster på marknadens villkor" och ska "kritiskt granska och analysera områdena arbetsmarknad, ekonomi och politik. Dess uppgift är att analysera, avslöja, begripliggöra och konfrontera bakomliggande maktstrukturer på arbetsplatserna och i samhället, såväl i Sverige som globalt."

### Federativs förlag
Genom bolaget FFAB driver SAC även bokförlaget Federativs förlag. Stommen i utgivningen är böcker om syndikalism, anarkism och feminism.

### Civilkuragepriset
Civilkuragepriset är ett pris som instiftades år 2000. Priset är på tiotusen svenska kronor till minne av den mördade syndikalistiska fackliga aktivisten Björn Söderberg. Priset som årligen går till en eller flera personer som "uppvisat civilkurage och agerat mot missförhållanden på sin arbetsplats" delades ut för första gången den 12 oktober 2000, på årsdagen för mordet på Söderberg. Den 12 oktober har av SAC utsetts till "Civilkuragets dag".
Pristagare:
- 2000 – Amanuel Asmelash för uppmärksammande av rasism i städbranschen.[47]
- 2001 – Fredrik Pettersson för insats mot nazistisk propaganda i skolmiljö.[48]
- 2002 – Brevbärare i Mölndal för initiativ mot utdelning av valpropaganda från Nationaldemokraterna.[49]
- 2004 – Anita Noorai Aggarwal för uppmärksammande av papperslösa arbetare i städbranschen.[50]
- 2005 – Lina Billberg för strid mot sexuella trakasserier på arbetsplatsen.[51]
- 2006 – Inget pris delades ut
- 2007 – Amalia Alvarez för strid mot rasistiska och sexuella trakasserier på arbetsplatsen.[52]
- 2008 – Niklas Svenlin för att ha fått bort pornografiska tidningar ur sortimentet på bensinmacken där han arbetade.[53][54]
- 2009 – Arbetarna på Lagena för att ha vågat ta till strid mot företagets varsel.
- 2011 – Linda Moestam för sitt agerande i samband med en våldtäkt och sexuellt utnyttjade av en dement kvinna på ett äldreboende där Linda Moestam arbetade.[55]
- 2012 – Warrent Lorena för avslöjandet att ett stort antal personer arbetade under slavliknande förhållanden inom städbranschen i Stockholm.[56]
- 2013 – Iraj Yekerusta och Atbin Kyan för arbetet för demokrati och inflytande på deras arbetsplats som bland annat resulterade i uppsägning av Kyan.[57][58][59] Kommunal stämde senare Partille kommun inför Arbetsdomstolen med krav om att ogiltigförklara uppsägningen av Kyan. Partille kommun valde att gå med på Kommunals krav, dock genom att utnyttja § 39 i Lagen om anställningsskydd som medger utköp istället för återanställning.[60]
- 2014 – Daria Bogdanska för arbetet mot utnyttjande av svart arbetskraft i restaurangbranschen.[61]
- 2015 – Inget pris delades ut
- 2016 – Leo Heyman för att han på sitt arbete på parkförvaltningen i Göteborg vägrade bistå i vräkningen av hemlösa EU-migranter.[62]
- 2017 – Lisen Brunberg för att ha påtalat allvarliga säkerhetsbrister på jobbet.[63]
- 2018 – Daniel Asplund för att ha uppmärksammat grova missförhållanden i LKAB:s säkerhetsarbete.[64]
- 2019 - Anna-Karin Engström för att ha lyft upp allvarliga arbetsmiljöproblem på arbetsplatsen.[65]
- 2020 – Inget pris delades ut
- 2021 - Stine Christophersen för att ha påtalat allvarliga brister i Covid-19-vården på äldreboendet där hon arbetar.[66]
- 2022 - Per-Anders Nordström för att ha påtalat brister i Covidhanteringen inom hemsjukvården.[67]

### A-kassan SAAK
SAC har band till arbetslöshetskassan SAAK, Sveriges Arbetares Arbetslöshetskassa, som grundades 1954.